# 翠屏山旅游度假区
翠屏山旅游度假区，位于江苏省无锡市锡山区锡东新城商务区境内。无锡翠屏山旅游度假区集农业观光、休闲度假、健康娱乐和文化体验为一体，并于2015年10月10日获批江苏省省级旅游度假区。度假区占地约16平方公里，园区内山水资源丰富，占总规划面积的40%，森林覆盖率达到55%。

## 主题景区
度假区内共有五大主题景区。每个主题景区内又包含二至三个景区或景点。

### 山岳类
- 凤凰山生态园
- 凤凰山立方谷

### 湖泊类

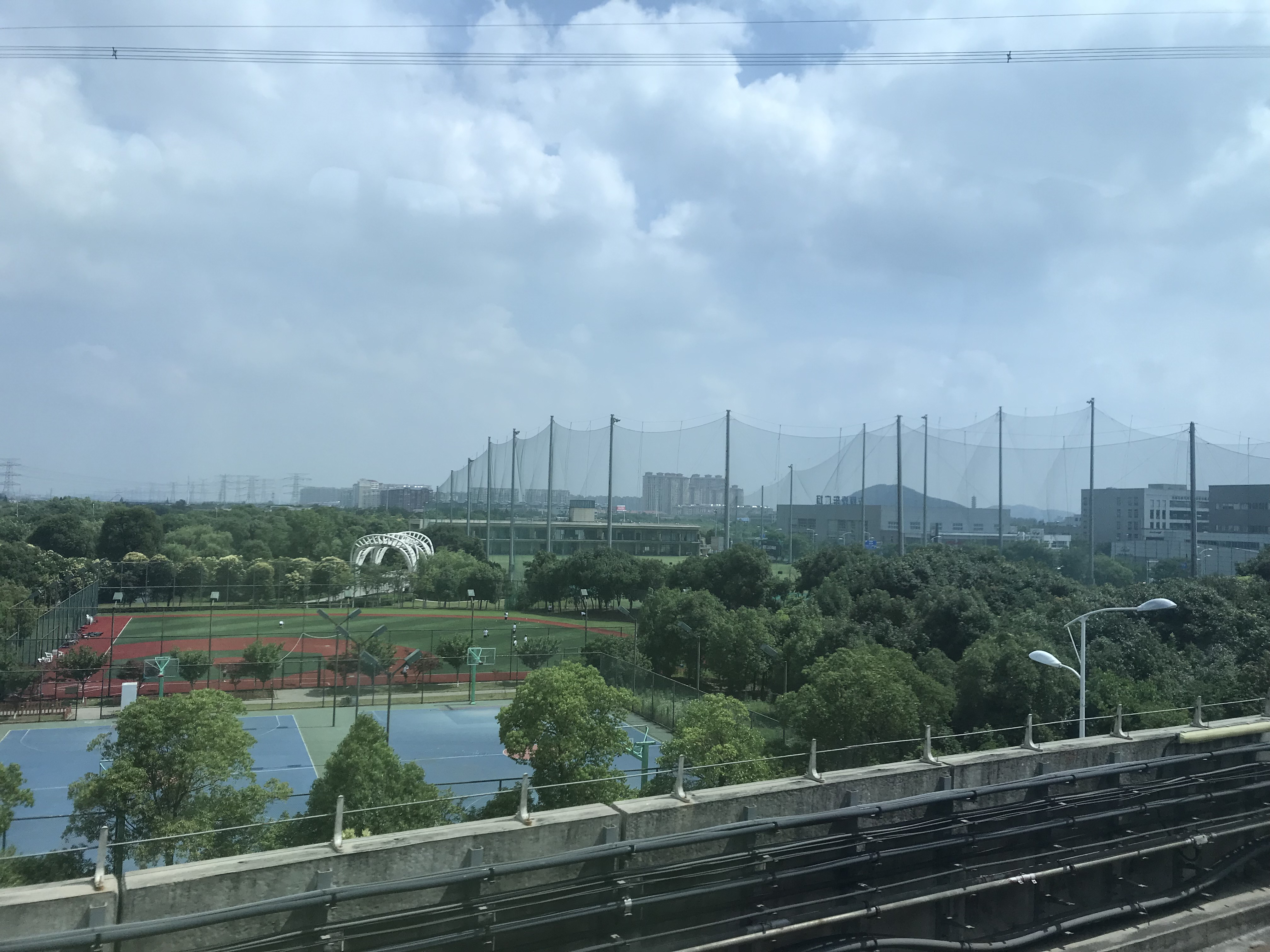
九里河湿地公园

- 九里河湿地公园
- 映月湖公园

### 森林生态类
- 吼山森林公园
- 西林园

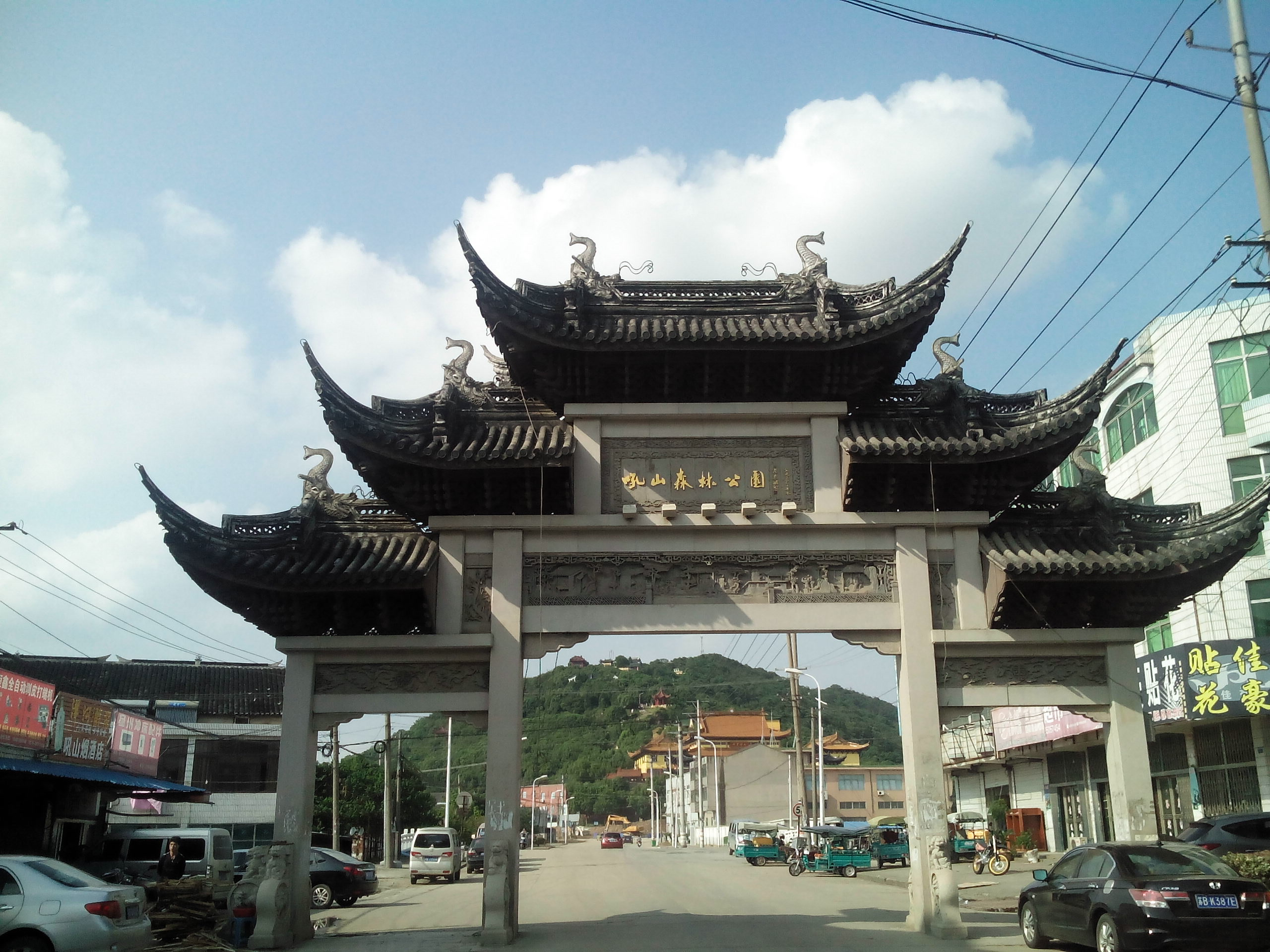
吼山森林公园入口

西林园，原名“西林”，始建于明朝嘉靖元年（1522年），原为明朝富商巨贾安国所建之私家园林。安国去世后，西林交由其后代维护打理。明清两朝西林一直作为无锡安氏之私家园林。明朝著名文学家王世贞曾撰《西林记》以记其胜，并誉其为“两百年来东南一名区也”。明末清初的文人墨客多曾受邀到此游览，唐寅、文征明等人亦曾到访，无不感叹其景致之精巧和规模之庞大。晚明吴门画派名家张复曾作画《西林三十二景》（现藏于无锡博物院）来记录西林内的三十二处景观风貌。

### 特色乡村类
- 农博园

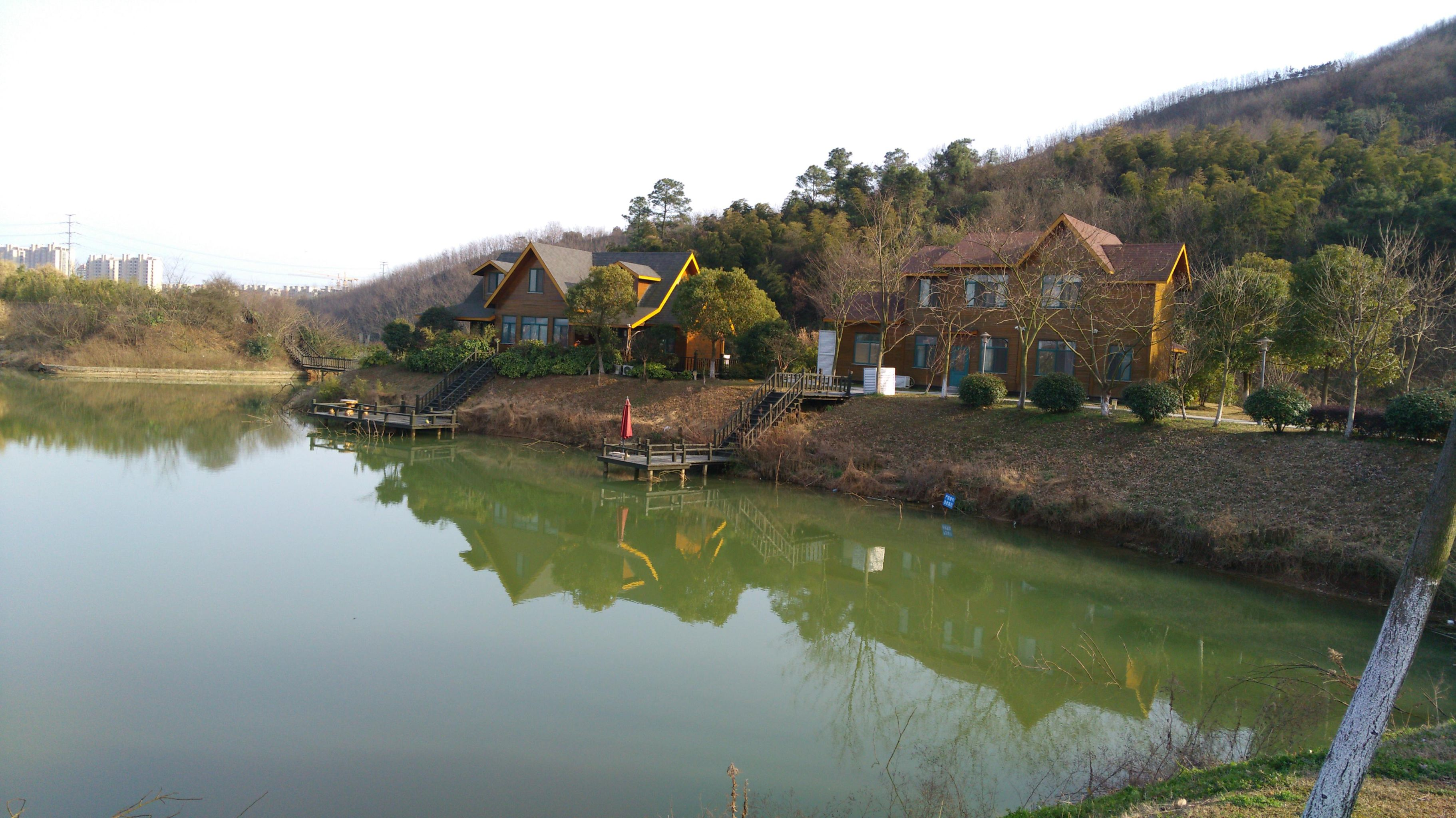
农博园

农博园全称“无锡现代农业博览园”，位于锡东大道西侧，总面积1平方公里，投资25亿元人民币。2008年5月24日，正式开园，其由农业博览展示区、生态康体康居区、农耕文化展示区和农业旅游观光区四大景区组成。
- 谈村
- 台创园

台创园全名“江苏无锡锡山台湾农民创业园”，地处无锡市锡山区安镇街道、东港镇和锡北镇三镇（街道）交界处，于2008年2月经农业部和国台办批准设立，成为江苏省首个“国家级台湾农民创业园”。2012年批准为“无锡国家现代农业示范区核心区”。

### 休闲文化类
- 映月天地
- 胶山寺

胶山寺坐落在无锡市东部安镇的胶山北麓，胶山寺是无锡佛教十大丛林之一，始建于南梁太清初年（547年），原名“弥勒寺”。明太祖洪武元年（1368年），重建寺庙，明太祖朱元璋赐名“胶山寺”。明清数百年，胶山寺香火极盛。解放后，胶山寺毁于1958年大跃进时代。1999年，寺院在原基础上恢复重建迄今。